# Freema Agyeman

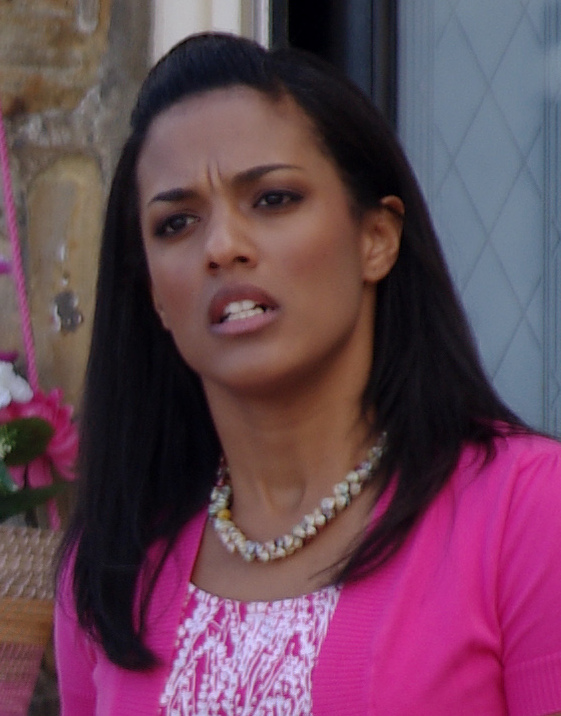
Freema Agyeman in 2012

Frema 'Freema' Agyeman (Londen, 20 maart 1979) is een Brits actrice.

## Biografie
Agyeman werd geboren in Londen bij een Iraanse moeder en een Ghanese vader, in haar kinderjaren zijn haar ouders gescheiden. Haar moeder was een moslim en haar vader methodist, toch werd zij opgevoed met een rooms-katholiek geloof. Zij doorliep de middelbare school aan de Our Lady's Convent RC High School, een Katholieke school in Stamford Hill. Hierna studeerde zij af met een bachelor of arts in podiumkunsten en drama aan de Middlesex University in Hendon waar zij in 2000 haar diploma haalde. 
Agyeman begon in 2003 met acteren in de televisieserie Crossroads, waarna zij nog meerdere rollen speelde in televisieseries en films.

## Filmografie

### Films
Uitgezonderd korte films.
- 2021 The Matrix Resurrections - als Astra
- 2017 Eat Locals - als Angel
- 2015 North v South - als Penny
- 2013 Rubenesque - als Trudy
- 2007 Doctor Who: The Infinite Quest - als Martha Jones (stem)

### Televisieseries
Uitgezonderd eenmalige gastrollen.
- 2023 Dreamland - als Trish - 6 afl.
- 2018-2022 New Amsterdam - als dr. Helen Sharpe - 76 afl.
- 2021 The Year of Martha Jones - als Martha Jones (stem) - 3 afl.
- 2015-2018 Sense8 - als Amanita Caplan - 23 afl.
- 2013-2015 Old Jack's Boat - als Shelly Periwinkle - 27 afl.
- 2013-2014 The Carrie Diaries - als Larissa Loughton - 26 afl.
- 2009-2011 Law & Order: UK - als assistent-officier van justitie Alesha Phillips - 39 afl.
- 2008 Survivors - als Jenny Walsh - 2 afl.
- 2008 Little Dorrit - als Tattycoram - 8 afl.
- 2008 Torchwood - als Martha Jones - 3 afl.
- 2006-2010 Doctor Who - als Martha Jones - 20 afl.
- 2006 The Bill - als Shakira Washington - 2 afl.

- Bibsys: 14025569
- Biblioteca Nacional de España: XX5025387
- Bibliothèque nationale de France: cb17149418g (data)
- Gemeinsame Normdatei: 117136573X
- International Standard Name Identifier: 0000 0001 1477 9543
- Library of Congress Control Number: no2009075041
- MusicBrainz: 983dc441-c28d-47ca-a8bc-eb5d21b35ffd
- Nationale bibliotheek van Australië: 43424867
- Nederlandse Thesaurus van Auteursnamen: 402265939
- Système universitaire de documentation: 133213501
- Trove: 1459065
- Virtual International Authority File: 95131316
- WorldCat: E39PBJfRxXXwfrcY6TDYvqbmVC